# Beatrice Tomasson
Beatrice Sybill Tomasson (Nottinghamshare, 25 d'abril de 1859 - Sussex, 13 de febrer de 1947) va ser una institutriu i alpinista anglesa. Va fer gran escalada a les Dolomites i la primera ascensió de la cara sud de la Marmolada l'any 1901.

## Biografia

### Primers anys
Beatrice Tomasson era filla de William i Sarah Anne Tomasson. Als deu anys, la família es va traslladar a Irlanda, per viure a Gortnamona, una propietat prop de Tullamore, al comtat d'Offaly.
El 1882, quan tenia 22 anys, va viatjar a Potsdam, llavors part de Prússia, per treballar com a institutriu per a la casa del general de l'exèrcit prussià von Bülow. Sense èxit, va intentar traduir i publicar de l'alemany a l'anglès la novel·la de quatre volums de Felix Dahn Ein Kampf um Rom. Ella i Cäcilie Wüstenburg van escriure i traduir més tard The Chimes of Erfurt: A Tale, que es va publicar el 1885.

### Alpinisme

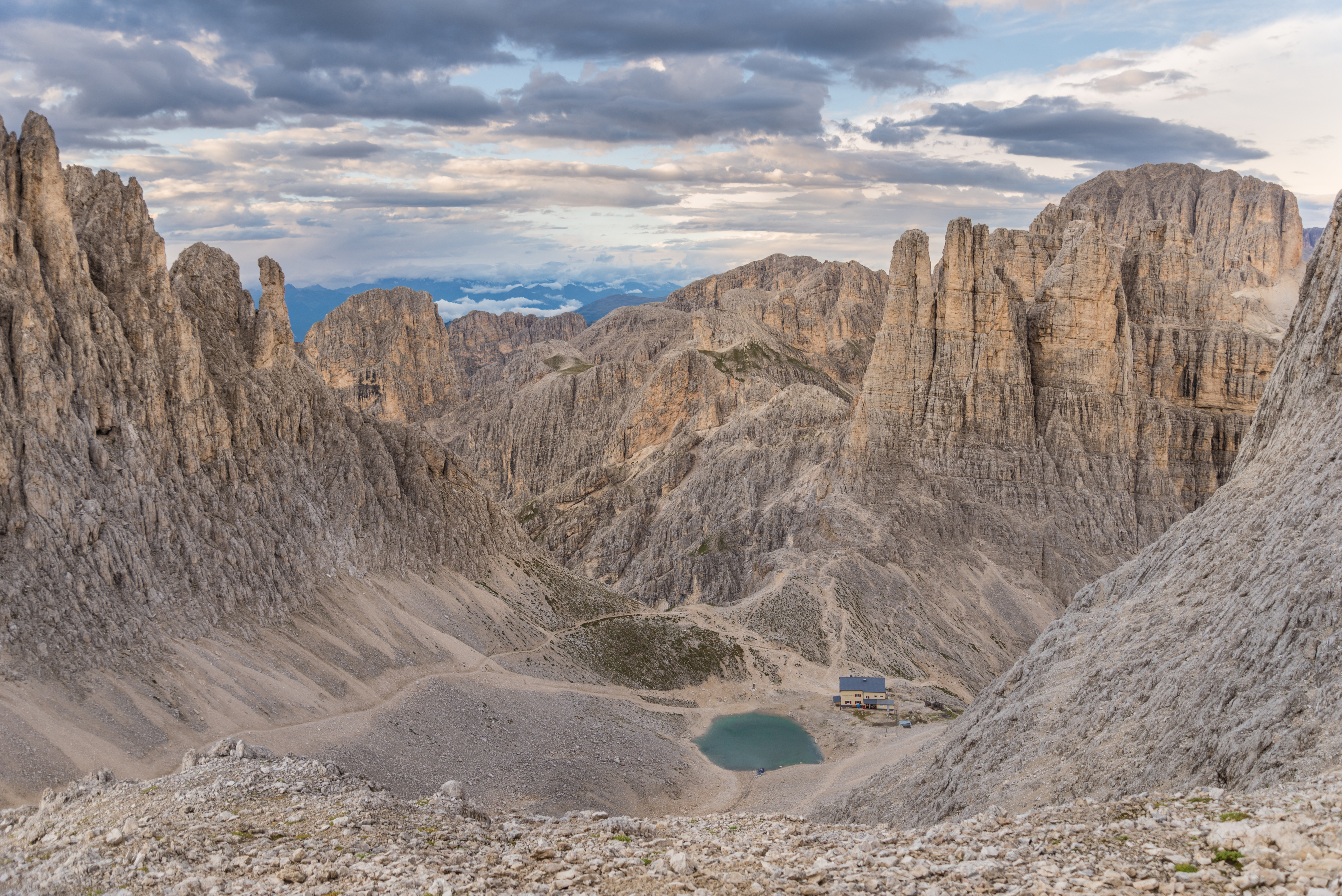
Croda Di Re Laurino i Torri del Vajolet

Tomasson es va traslladar a Innsbruck el 1885, on es va dedicar a l'escalada de muntanya. Des de 1892, treballava com a institutriu per a Edward Lisle Strutt, a qui va acompanyar en moltes expedicions al Tirol, Ötztal, els Alps de Stubai i a la serralada del Karwendel. Tot i que era 15 anys més gran que ell, la família va suposar que estaven vinculats sentimentalment. Tomasson es va fer membre del Club Alpí Austríac el 1893, membre del Club Alpí Austríac, juntament amb una dotzena de dones més, i va començar a intentar grans ascensions als Dolomites a partir del 1896.

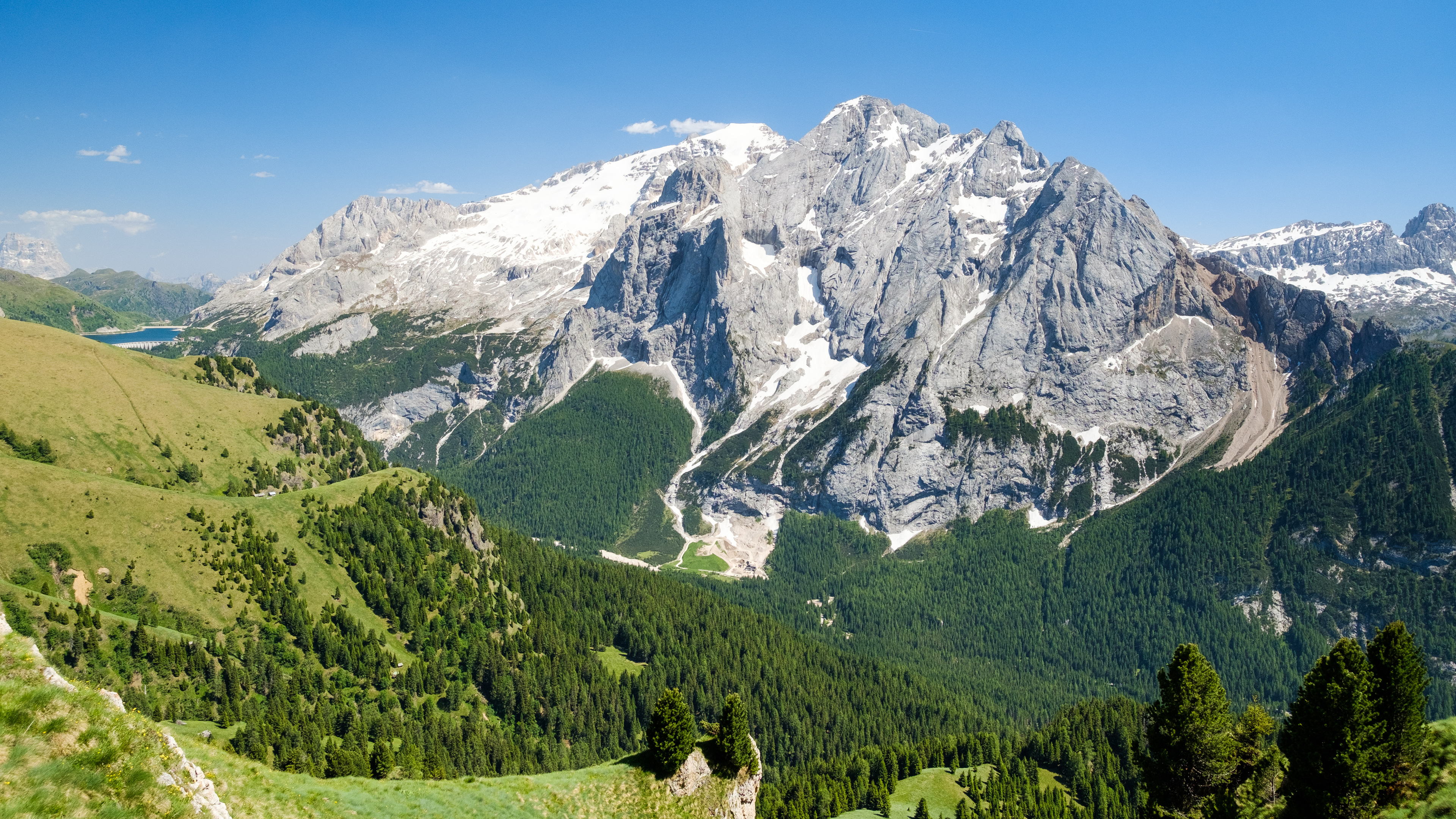
La Marmolada

Beatrice Tomasson va començar a escalar amb Michele Bettega, guia de muntanya, el 1897. Junts van fer les primeres ascensions de Cima d'Alberghetto, Torre del Giubileo, Campanile della Regina Vittoria, Monte Lastei d'Agner i Sasso delle Capre. El 1898 va fer la primera ascensió de la cara nord-est del Monte Zebrù, una muntanya al sud dels Alps Rètics, que es considerava aleshores la paret de gel més difícil d'escalar al Tirol, així com la primera ascensió d'Ortler i la segona ascensió de la cara oest de la Croda di Re Laurino (Laurinswand), al Catinaccio, que es considerava la paret de roca més difícil de les Dolomites.

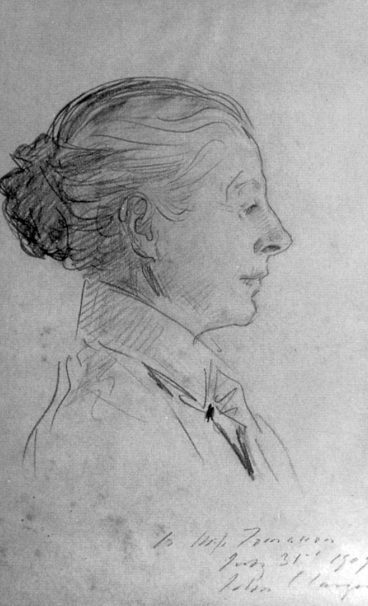
Beatrice Tomasson, de John Singer Sargent

Ella i Luigi Rizzi van ser els primers escaladors a pujar el cim de la Dent di Mezdi per la cara sud el 1900. L'1 de juliol de 1901 Beatrice Tomasson, Michele Bettega i Bartolo Zagonel van fer la primera ascensió de la cara sud de la Marmolada, que es considera el seu major assoliment d'escalada. La via s'havia considerat "la pujada més llarga i difícil dels Alps" durant més d'una dècada, però l'equip de Tomasson va fer l'ascens en només un diaː 12 hores d'escalada i les últimes realitzades durant una tempesta. El recorregut, que actualment porta els noms dels tres alpinistes que l'obriren, Tomasson-Bettega-Zandonel, compta amb 29 pistes de grau IV/IV+ max V, amb 650 m de desnivell i 1000 m de desenvolupament.
Durant la seva carrera d'alpinista, Tomasson va treballar com a institutriu per a famílies benestants a Innsbruck, Londres, Copenhaguen, Graz, Cortina, Nottingham i Brierley; aquests ingressos li van permetre embarcar-se en tantes expedicions d'escalada.

### Jubilació
La carrera d'escalada de Tomasson va acabar essencialment amb l'esclat de la Primera Guerra Mundial, moment en què la majoria dels seus guies van ser reclutats per a la guerra. Va tornar a Gran Bretanya el 1912, on es va dedicar a l'equitació i la caça. Es va casar amb Patrick Chalmers Mackenzie el 1921, quan ella tenia 61 anys, i es van establir a la seva finca de Sussex, on Tomasson va morir el 1947, als 87 anys.